# Klevenbrantens naturreservat
Klevenbranten är ett naturreservat i Jönköpings kommun i Småland.
Området är skyddat sedan 2014 och är 16 hektar stort. Det är beläget 9 km norr om Gränna upp mot länsgränsen mot Östergötland och ingår i Östra Vätterbranterna.

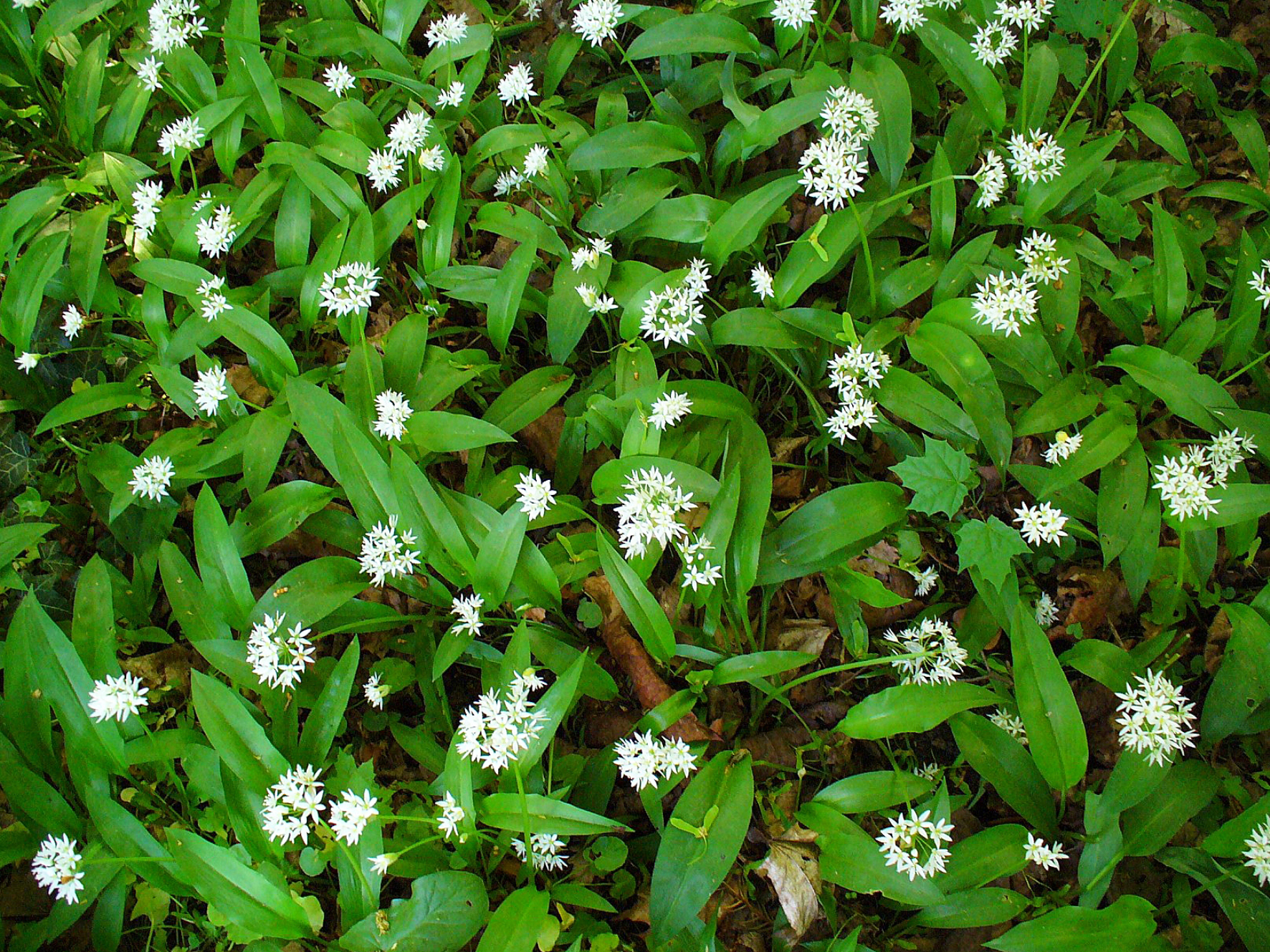
På våren blommar ramslöken

I naturreservatets översta delar och i branten är marken bevuxen med tall, lind och ekskog. Nedanför branten dominerar ek, alm, ask och hassel. I området finns ett antal jätteträd och även en del hamlade träd. Området har en rik fauna av landsnäckor bland annat förekommer de rödlistade arterna större barksnäcka och bukspolsnäcka. I lövskogen finns många växtarter och en rad intressanta mossor och lavar.
Reservatet ansluter i norr till naturreservatet Holkaberg och Narbäck.